# Montferland Run

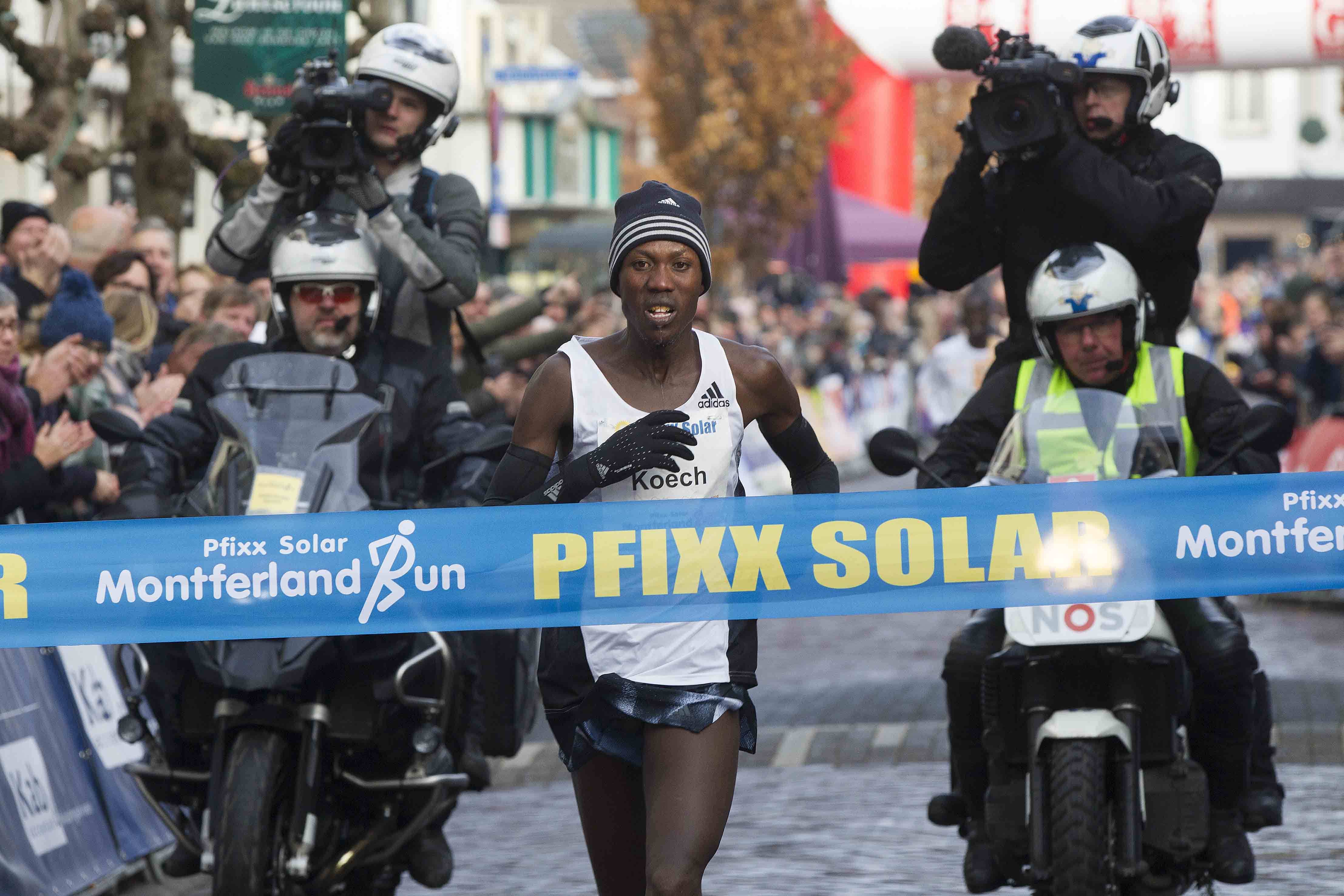
Geoffrey Koech wint Montferland Run 2019 in een nieuw parcoursrecord.

De  Montferland Run was een hardloopwedstrijd over 15 kilometer, die tussen 1996 en 2023, behalve in 2010 en tussen 2020 en 2022, jaarlijks op de eerste zondag van december in 's-Heerenberg werd gehouden. 
Het was een van de sterkst bezette 15 km-wedstrijden ter wereld. Onder andere Paula Radcliffe, Meseret Defar, Sifan Hassan, Haile Gebrselassie en Kenenisa Bekele deden mee aan deze wedstrijd over het heuvelachtige parcours door het Montferland.
De start was vlak bij het kasteel Huis Bergh en de finish lag in het historische centrum van 's-Heerenberg. Aan de eerste editie deden 325 hardlopers mee en in 2015 stonden er in het totaal 4300 deelnemers aan de start.
Op 1 juli 2024 maakte de organisatie bekend dat er geen verdere edities van het evenement gehouden zullen worden, dit vanwege organisatorische uitdagingen.

## Parcours
Het parcours bestond uit één grote ronde en slingert door het Montferlandse Bos. De route liep van Stokkum naar Beek, waarbij op het 5 kilometerpunt bij de Peeskes Bult een hoogteverschil overwonnen moest worden van 42 meter. Na ruim 8 km was er een tweede beklimming (hoogteverschil 30 m) en daarna ging het bij 10 km weer heuvelafwaarts richting Zeddam. Daarna volgden er op de Drieheuvelenweg nog drie beklimmingen. Er werd gefinisht voor het voormalig gemeentehuis in de historische binnenstad van 's-Heerenberg.

## Parcoursrecords
- Mannen: 42.13 - Geoffrey Koech  Kenia (2019)
- Vrouwen: 47.29 - Tsigie Gebreselama  Ethiopië (2019)

## Uitslagen
| Jaar | Snelste man                         | Land                                | Tijd                                | Snelste vrouw                       | Land                                | Tijd                                |
| ---- | ----------------------------------- | ----------------------------------- | ----------------------------------- | ----------------------------------- | ----------------------------------- | ----------------------------------- |
| 2023 | Sabastian Sawe                      | Kenia                               | 42.35                               | Medina Eisa                         | Ethiopië                            | 47.40                               |
| 2019 | Geoffrey Koech                      | Kenia                               | 42.13                               | Tsigie Gebreselama                  | Ethiopië                            | 47.29                               |
| 2018 | Stephen Kissa                       | Oeganda                             | 43.21                               | Joan Melly                          | Kenia                               | 48.44                               |
| 2017 | Victor Chumo                        | Kenia                               | 43.23                               | Mary Munanu                         | Kenia                               | 49.08                               |
| 2016 | Herpasa Negasa                      | Ethiopië                            | 43.02                               | Eunice Kirwa                        | Bahrein                             | 48.37                               |
| 2015 | Abraham Cheroben                    | Kenia                               | 42.54                               | Meseret Defar                       | Ethiopië                            | 50.04                               |
| 2014 | Hiskel Tewelde                      | Eritrea                             | 43.27                               | Askale Merachi                      | Ethiopië                            | 50.44                               |
| 2013 | Patrick Ereng                       | Kenia                               | 43.01                               | Cynthia Kosgei                      | Kenia                               | 49.46                               |
| 2012 | Geoffrey Mutai                      | Kenia                               | 42.25                               | Atsede Baysa                        | Ethiopië                            | 49.15                               |
| 2011 | Philip Langat                       | Kenia                               | 42.33                               | Abebech Afework                     | Ethiopië                            | 49.17                               |
| 2010 | afgelast wegens weersomstandigheden | afgelast wegens weersomstandigheden | afgelast wegens weersomstandigheden | afgelast wegens weersomstandigheden | afgelast wegens weersomstandigheden | afgelast wegens weersomstandigheden |
| 2009 | Nicholas Manza Kamakya              | Kenia                               | 42.38                               | Caroline Kilel                      | Kenia                               | 49.57                               |
| 2008 | Dereje Tesfaye                      | Ethiopië                            | 43.27                               | Lornah Kiplagat                     | Nederland                           | 48.49                               |
| 2007 | Haile Gebrselassie                  | Ethiopië                            | 42.36                               | Deribe Alemu                        | Ethiopië                            | 48.50                               |
| 2006 | Deriba Merga                        | Ethiopië                            | 42.48                               | Hilda Kibet                         | Kenia                               | 51.50                               |
| 2005 | Hailu Mekonnen                      | Ethiopië                            | 43.09                               | Bezunesh Bekele                     | Ethiopië                            | 48.32                               |
| 2004 | Tadesse Feyissa                     | Ethiopië                            | 43.28                               | Bezunesh Bekele                     | Ethiopië                            | 48.35                               |
| 2003 | Richard Yatich                      | Kenia                               | 43.20                               | Ayelech Worku                       | Ethiopië                            | 50.58                               |
| 2002 | William Kipsang                     | Kenia                               | 44.33                               | Restituta Joseph                    | Tanzania                            | 51.15                               |
| 2001 | Kenenisa Bekele                     | Ethiopië                            | 42.42                               | Sandra Van Den Haesevelde           | België                              | 52.15                               |
| 2000 | Kenenisa Bekele                     | Ethiopië                            | 43.09                               | Irma Heeren                         | Nederland                           | 51.03                               |
| 1999 | Felix Limo                          | Kenia                               | 44.08                               | Nadezhda Wijenberg                  | Nederland                           | 50.59                               |
| 1998 | Tesfaye Tola                        | Ethiopië                            | 44.05                               | Mieke Pullen                        | Nederland                           | 54.50                               |
| 1997 | Fransua Woldemariam                 | Ethiopië                            | 45.06                               | Mieke Pullen                        | Nederland                           | 53.03                               |
| 1996 | Michiel Otten                       | Nederland                           | 44.54                               | Isabelle Heusinkveld                | Nederland                           | 57.02                               |